# 黑白 (電影)
《黑白》是一部由游堅煜執導的2016年台灣黑幫電影。竇智孔、王傳一、李妍憬、張靜之主演。本片2013年拍攝，故事背景設立在1998年的台灣高雄，經濟起飛的當時讓黑道、白道的利益糾葛緊緊纏繞著社會脈動，藉由黑白來探討人生因果。台灣於2016年3月18日上映。

## 劇情簡介
剛出獄的哥哥張安俊（竇智孔飾），立刻招來黑道的追殺，白道的覬覦，但他只想平平淡淡和愛人周茉莉（張靜之飾）一起度過；而警察弟弟張安平（王傳一飾）奉命執行重要的秘密任務，卻無意愛上副分局長的女兒蕭靜文（李妍憬飾），後續是升官、發財，還是另外一個陷阱與鬥爭，難以預料。

## 演員表
| 演員   | 角色         | 備註                                                   |
| 竇智孔 | 張安俊       | 少年大仔，被刑警父親張漢棟親手關進監獄                 |
| 王傳一 | 張安平       | 警界新星，卻因為父親張漢棟與哥哥張安俊的關係，前途未明 |
| 李妍憬 | 蕭靜文       | 副分局長蕭定國之女，與父親關係惡劣                     |
| 張靜之 | 周茉莉       | 自閉少女，有著一段不為人知的悲慘過往，與張安俊相戀     |
| 樓學賢 | 蕭定國       | 副分局長，與豬肉生勾結                                 |
| 喜翔   | 豬肉生       | 現任議長，游走在黑白兩道之間                           |
| 黃仲崑 | 張漢棟       | 張安俊、張安平之父，退休刑警                           |
| 吳朋奉 | 陳世昌       | 退休刑警，與張漢棟為拜把兄弟                           |
| 琇琴   | 阿秀         | 世昌之妻，一手帶大安俊、安平兄弟                       |
| 丁寧   | 秋燕         | 茉莉之母，與茉莉相依為命，與阿秀為姐妹淘               |
| 黃鐙輝 | 阿彥         | 張安俊拜把兄弟，後選上議長                             |
| 史黛西 | 阿萍         | 阿彥之妻                                               |
| 施名帥 | 陳志信       | 豬肉生之子，與張安俊為死敵                             |
| 張再興 | 阿興         | 豬肉生手下                                             |
| 李程彬 | 阿龍         | 豬肉生打手                                             |
| 張明興 | 督察長       | 指派安平臥底刑警的長官                                 |
| 胡鴻達 | 吳仁和小組長 | 安平擔任刑警的長官                                     |
| 徐灝翔 | 隨從刑警     | 蕭定國心腹                                             |
| 王書喬 | 小芬         | 靜文姐妹淘                                             |
| 蕭可緁 | 舞小姐       | 靜文姐妹淘                                             |
| 王慈薇 | 西施妹       | 靜文姐妹淘                                             |
| 孫歆艾 | 蕭母         | 蕭定國之妻，靜文之母                                   |
| 林可唯 | 張母         | 張漢棟之妻，安俊、安平之母                             |
| 蘇品   | 小安俊       |                                                        |
| 古逸隆 | 小安平       |                                                        |
| 陳詩穎 | 小靜文       |                                                        |
| 鍾采軒 | 陳老師       | 幼稚園隨車                                             |
| 溫吉興 | 離婚男       |                                                        |
| 陳曉菁 | 離婚女       |                                                        |
| 鄭志偉 | 刺青男       | 離婚女之親友                                           |
| 陳素珍 | 幼稚園園長   |                                                        |
| 施柏全 | 買春男       | 與靜文調情男子                                         |

## 特別演出
| 演員   | 角色         | 備註 |
| 吳念真 | 何成志       |      |
| 柯一正 | 檢察官       |      |
| 鄭志偉 | 刺青男       |      |
| 陳淑芳 | 育幼院院長   |      |
| 顏正國 | 瓦斯行老闆   |      |
| 程學書 | 腳踏車行老闆 |      |
| 許孟哲 | 菜鳥刑警     |      |

## 電影歌曲
| 曲別   | 歌名 | 演唱者     | 作詞       | 作曲   | 備註 |
| 主題曲 | 黑白 | 陳如山     | 林孝謙     | 秦旭章 |      |
| 片尾曲 | 透   | 守夜人Leaf | 守夜人Leaf | 秦旭章 |      |

## 工作人員
- 出品人：葉峯瑋
- 監製：蘇麗媚、張志勇
- 製片人：李東原
- 編劇：黃志翔、游堅煜、李權峰
- 導演：游堅煜、李權峰
- 動作導演：王經緯
- 動作指導：華生、趙裕賢、張崇玹
- 副導演：李佳芝、林素蓮
- 配樂製作：秦旭章、林緒煒

## 拍攝場景
- 高雄紅毛港
- 橋頭糖廠
- 旗津
- 旗山
- 左營分局
- 墾丁
- 宜蘭監獄
- 義大世界別墅區
- 高雄市青年路（串門子）
- 華賓旅館（南華/河北路）
- 華納大舞廳（今大世界舞廳）
- 後勁檳榔攤（大立百貨商圈圓環）

## 外部連結
- 黑白的Facebook專頁
- 開眼電影網上《黑白》的資料（繁體中文）
- 豆瓣电影上《黑白》的資料 （简体中文）
- 互联网电影数据库（IMDb）上《黑白》的资料（英文）